# Australytta maraisi
Australytta maraisi là một loài bọ cánh cứng trong họ Meloidae. Loài này được Bologna miêu tả khoa học năm 2003.